# Números de Feigenbaum

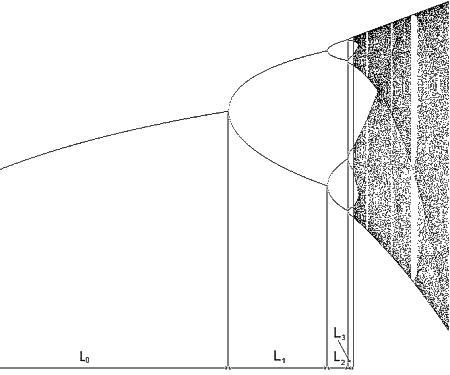
Diagrama de bifurcación: la constante de Feigenbaum δ expresa el límite de la relación de distancias entre consecutivas bifurcaciones Li / Li + 1.

En matemática, los números o constantes de Feigenbaum son dos números reales descubiertos por el matemático Mitchell Feigenbaum en 1975. Ambos expresan cocientes que aparecen en los diagramas de bifurcación de la teoría del caos.

## Las constantes
Los diagramas de bifurcación se refieren a los valores límite tomados por las secuencias del tipo {\displaystyle x_{n+1}=\mu f(x_{n})} donde f es una función real, definida positiva y tres veces derivable sobre [0;1] y poseyendo un único valor máximo sobre este intervalo (es decir, sin valor máximo relativo). 
Teniendo en cuenta xm para una función dada, debajo de un determinado valor de μ, la secuencia conduce a un único límite. Sobre ese valor, pero debajo de otro, la secuencia termina por oscilar entre dos valores, luego, por encima de este otro valor, empieza a oscilar en torno a cuatro, etc. Los valores de μ que separan dos intervalos se llaman valores de las bifurcaciones y se nombran como μ1,μ2, etc.
La primera Constante de Feigenbaum está definida como el límite de los cocientes entre dos intervalos sucesivos de la bifurcación.
{\displaystyle \delta =\lim _{n\to \infty }{\frac {\mu _{n+1}-\mu _{n}}{\mu _{n+2}-\mu _{n+1}}}}
Y vale aproximadamente:
{\displaystyle \delta \approx 4,669\,201\,609\,102\,990\,671\,853\,203\,821\ 578\,439,\ldots }(sucesión A006890 en OEIS)
La segunda constante de Feigenbaum se define como el límite de la relación entre dos distancias sucesivas entre las ramas más cercanas de xm (el máximo de la función f): 
{\displaystyle \alpha =\lim _{n\to \infty }{\frac {d_{n}}{d_{n+1}}}}
Y vale aproximadamente:
{\displaystyle \alpha \approx 2,502\,907\,875\,095\,892\,822\,283\,902\,873\,218\,478\ldots }(sucesión A006891 en OEIS)
Lo interesante es comprobar que estos periodos y las constantes de Feigenbaum son independientes de la forma de la función f(x), siempre que sea tres veces derivable y no tenga máximos relativos. Ejemplos de funciones así son f(x)=x-x2, f(x)=sen(x), etc.